# 布里特瑙

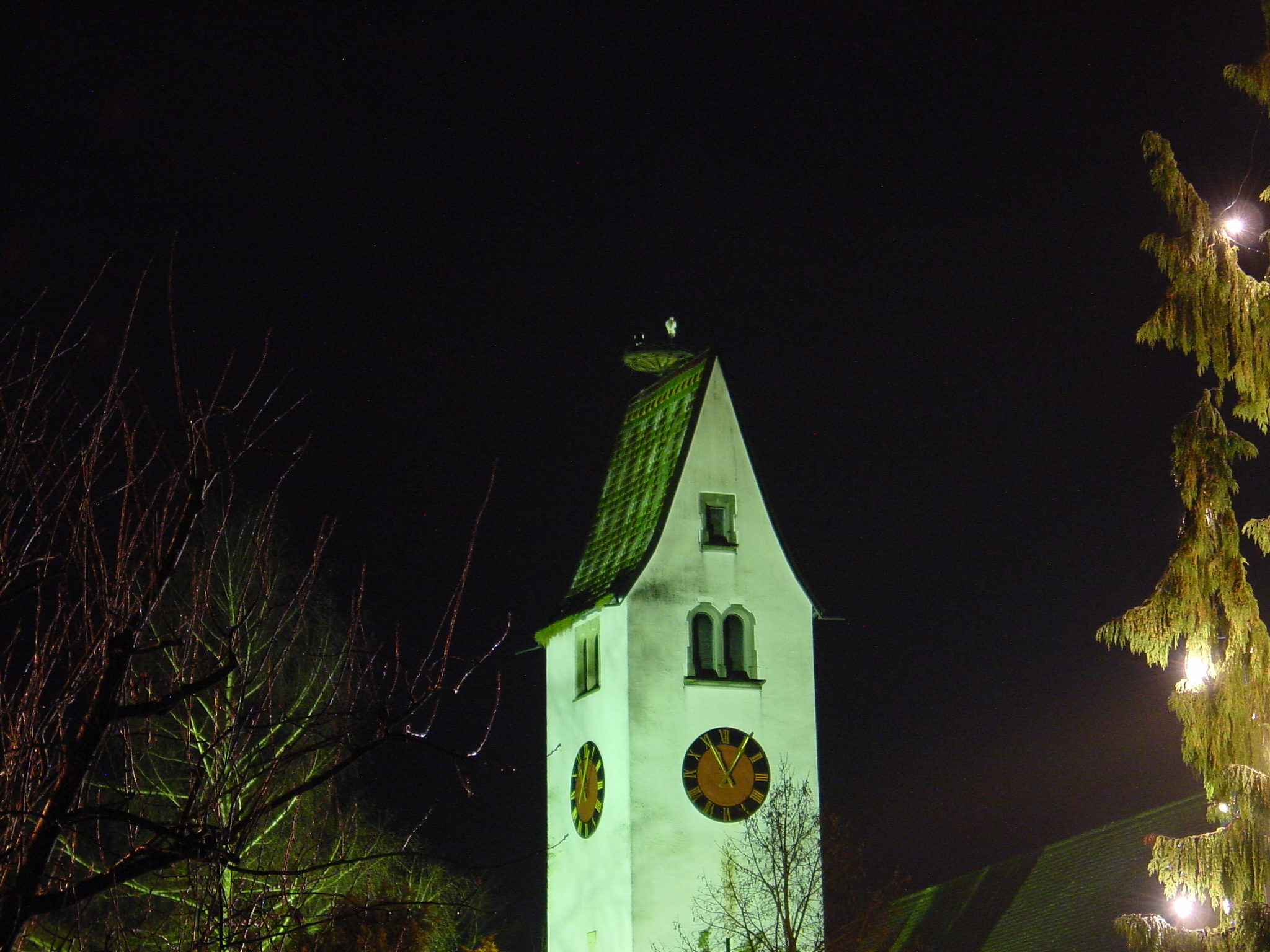

布里特瑙是瑞士的城鎮，位於該國北部，由阿爾高州負責管轄，面積13.69平方公里，海拔高度450米，2012年人口3,714，六成半人口信奉基督教，人口密度每平方公里271人。